# The Getaway (videogioco)
The Getaway è un videogioco sviluppato dal SCE Soho Studio e pubblicato da Sony Computer Entertainment Europe esclusivamente per PlayStation 2. È stato originariamente messo in commercio in Europa l'11 dicembre 2002. In Giappone è stato distribuito dalla Capcom.
Nel 2004 ne è stato prodotto un sequel, The Getaway: Black Monday.

## Trama
Il gioco è ambientato a Londra ed è diviso in due parti, le quali seguono le vicende di un fuggitivo, Mark Hammond, e successivamente di un poliziotto, Frank Carter. Dapprima contrapposti, nel susseguirsi del gioco si aiuteranno a vicenda per incastrare l'antagonista Charlie Jolson e tutti i suoi complici.

### Prima parte: Mark Hammond
Mark Hammond, un membro del clan Collins, è stato in carcere per cinque anni per aver compiuto una rapina in banca. Scontata la pena, Mark decide di lasciare il clan Collins e di fare una vita migliore con suo figlio Alex e con sua moglie Suzie, nonché di gestire un night-club nella zona di Soho.
In un giorno di ferie, alle 8 del mattino Mark riposa quando sente uno sparo; affacciandosi dalla finestra vede sua moglie che sanguina e suo figlio che viene rapito da Yasmin, Eyebrows, Harry e Grievous, membri del clan rivale Bethnal Green Mob. Quando arriva per cercare invano di soccorrere la moglie tocca l'arma dell'omicidio e col tempo viene così incriminato dalla polizia per averla uccisa. Per la rabbia insegue l'auto, che lo conduce in un magazzino. Charlie Jolson, leader della Bethnal Green Mob, ha preso in ostaggio Alex, il figlio di Mark, per costringerlo a compiere delle missioni illegali e rischiose, pena l'uccisione del ragazzo.
Mark è così costretto ad accettare il ricatto: come prima missione darà fuoco al ristorante del clan Collins a Soho tradendone le amicizie. Disperato, chiede all'unico amico rimasto, Liam, di provare a cercare Alex. Successivamente entrerà nel seminterrato di un museo sorvegliato dai membri della Triade cinese 14K per rubare una piccola statuetta; insieme ad Eyebrows andrà a liberare Jake, il pazzo nipote di Jolson, durante un trasferimento carcerario; su ordinazione di Jake dovrà poi trascinare il cadavere di un uomo cinese davanti al ristorante dei 14K a Chinatown per farsi inseguire dai sicari fino a un parcheggio dove la Bethnal li dovrebbe far fuori, ma l'area fa parte della gang Yardies, che innescano una sparatoria con i 14K.
Il braccio destro di Charlie, Harry, ordinerà a Mark, su richiesta di Charlie, di uccidere McCormack, il capo della squadra poliziesca Flying Squad che, per dieci anni doppiogiochista e ruffiano di Charlie, aveva anche arrestato Yasmin, e che dovrà morire anche lei per paura di soffiate. Mark, con il pretesto di revisionare le linee telefoniche, irrompe nella stazione di polizia e uccide McCormack ma non Yasmin, la quale decide di aiutare Mark alla ricerca del piccolo Alex.
Charlie, ignaro che Yasmin sia ancora viva, ordina a Mark di andare in uno strip club a Soho per prendere e portare da lui una cowgirl di nome Layla, ma questa viene accidentalmente uccisa durante una sparatoria. 
Charlie, ignaro della morte della sua cowgirl, ordina a Mark di fare un ultimo lavoro: irrompere nella raffineria di Jamahl (capo giamaicano della gang degli Yardies) e rubare una borsa con centinaia di migliaia di sterline che Jolson vuole dividere con lui come garanzia per allontanarsi dalla città una volta riavuto il figlio. Yasmin viene accompagnata alla villa di Charlie per tentare di irrompervi e Mark, che non si è lasciato convincere da quell'"Avrai ciò che ti spetta!" detto da Charlie, affida il denaro all'amico Liam e si reca al magazzino dove lo attendono Jake, Eyebrows e Sparkie, un altro membro. Egli consegna loro una borsa con dentro un gatto furioso per imbrogliarli, nella fabbrica scoppia una sparatoria dove rimane ucciso Sparkie. Mark viene catturato.
Mark si risveglia in una cella nel seminterrato del magazzino privato di Charlie, in compagnia dell'amica Yasmin, che è stata anche lei smascherata. Charlie deluso telefona a Jamahl (capo degli Yardies), Mr. Lee (capo dei 14K) e Nick Collins (capo della gang omonima) per dire che vuole consegnare loro Mark. Charlie se la svigna insieme a Jake e Harry e sopraggiunge il detective della Flying's Quad, Frank Carter: egli convince Mark a collaborare per rovinare il piano di Charlie, inoltre dice che Alex è ancora ma per poco tempo nella villa di Charlie e li lascia fuggire sparando al lucchetto della cella. Mark e Yasmin entrano nella sorvegliatissima villa di Charlie ma Alex è stato portato via pochi secondi prima. Mark viene a sapere da Carter che Charlie, con il pretesto di voler consegnare Mark, ha riunito tutti i suoi nemici 14K, Yardies e gang Collins su una nave cargo, la Sol Vita, per farla esplodere con tutti dentro, compreso il piccolo Alex. Mark e Yasmin percorrono la città a tutta velocità non indisturbati e raggiungono la nave cargo dove è in corso una sparatoria tra gang; i due si separano: Mark uccide Harry e riabbraccia il figlio Alex legato alla bomba di Charlie. Sopraggiunge anche Yasmin che dice di aver ucciso Eyebrows, e Carter che avrebbe ucciso Jake.
Nell'intento di scappare via dalla barca per farla esplodere Charlie viene bloccato da Collins e condotto davanti alla bomba: da ogni angolo spuntano armi puntate verso di lui. Sul punto di freddare Charlie le bande abbassano le armi per far parlare Mark: egli spiega che Charlie ha ucciso Suzie, rapito Alex e costretto Mark a commettere dei crimini, senza sapere perché colpire a turno prima Collins, poi Mr. Lee e infine Jamahl. Egli si consegna spontaneamente a patto che vengano lasciati andare Alex e Yasmin. Su accordo di tutti, Mark, Alex e Yasmin vengono lasciati liberi, ma del poliziotto Carter nessuno vuol provare pietà.
La nave esplode alle spalle di Mark, Alex e Yasmin, usciti illesi.

### Seconda parte: detective Carter
Il gioco ricomincia da capo ed è giocato con il poliziotto Frank Carter in missioni che combaciano con quelle della prima parte. Nel primo livello Carter, accompagnato dall'agente Joe Fielding, entrerà in un bordello per arrestare Jake Jolson e alcuni altri scagnozzi della Bethnal Green Mob; Joe viene colpito e sarà portato da Carter all'ospedale più vicino.
Una telefonata di Charlie Jolson al capo della polizia McCormack, lo assicura a impedire a Carter di interrogare Jake. Tuttavia viene a conoscenza di un raduno di Yardies vicino al Tamigi per il trasporto di varie partite di droga. Carter si reca sul posto e poco dopo sopraggiungono i rinforzi che arrestano gli Yardies presenti. Carter sarà chiamato poi a sedare una sommossa fuori dal ristorante del clan Collins, (reso in fiamme da Mark Hammond nella prima parte), e successivamente rendere tranquilla la situazione a Chinatown dove è scoppiata una rissa tra Yardies e 14K.
McCormack, scocciato dai comportamenti cowboistici di Carter, lo incarica a fare da scorta al trasferimento carcerario di Jake Jolson e, quando Carter si allontana si accorda per telefono con Charlie per liberare Jake. Scoperta la messinscena, Carter si infuria con McCormack e viene sospeso dal caso che stava seguendo.
Nonostante sia stato sospeso decide di continuare a seguire la pista: si recherà alla fabbrica di crack degli Yardies per liberare due nuove reclute prese in ostaggio e inseguirà McCormack fino al deposito della Bethnal a King's Cross: viene finalmente a conoscenza che McCormack è corrotto e che la Bethnal complotta per l'uccisione dell'agente Joe Fielding, ancora ricoverato all'ospedale.
Carter raggiunge in tempo il collega all'ospedale il quale lo aggiorna su McCormack, che è stato appena ucciso da Mark Hammond durante un'irruzione alla stazione di polizia, è da dieci anni iscritto sul libro paga di Charlie; sopraggiungono intanto i criminali che scatenano il caos all'ospedale.
Ripreso il controllo dell'ospedale Carter si reca ad un garage della Bethnal per cercare le prove atte alla decisiva incarcerazione di Charlie: Joe aveva ragione. Venendo a conoscenza di vari luoghi, si intrufolerà nel magazzino di Charlie dove lo spia nel sotterraneo insieme a Jake e Harry. Carter scopre l'intenzione di Charlie: è stata piazzata una bomba sulla nave Sol Vita ed il sistema di detonazione è tutto in un telecomando che se premuto la bomba si attiva e se rilasciato esplode; saranno vittime tutti i suoi nemici compreso il figlio di Mark. Incontrerà Mark e Yasmin nella cella del sotterraneo e li libera.
Si recherà poi al deposito a King's Cross dove metà della Bethnal Green Mob se la svigna verso la Sol Vita ad assistere all'esplosione e spiega tutto a Mark per telefono. Giunto alla nave farà fuori diversi uomini e uccide anche Jake in uno scontro a sangue.
Riuniti tutti quanti, Charlie attiva la bomba intonando Land of Hope and Glory. Tre minuti per fuggire: si presume che Carter riesca a salvarsi in tempo gettandosi in acqua.

## Modalità di gioco
Ambientato tra le strade e i palazzi di Londra, con oltre 50 km² di superficie da esplorare, il gioco permette quando si effettuano delle missioni di utilizzare oltre 60 tipi di macchine realmente esistenti.
Le armi sono limitate e fra esse vi sono la pistola Glock 17, il fucile di assalto AK-47, la mitraglietta HK MP5 e il lanciagranate M79. Alcune di queste armi, quale la Glock 17 e l'AK-47, sono estremamente comuni, mentre altre, quale l'HK MP5, più rare.

## Capitoli
Il gioco è diviso in due parti che riproducono lo stesso scenario giocato da Mark Hammond e Frank Carter:

### Parte 1: Mark Hammond
| Titolo del capitolo          | Evento                                             |
| L'avvertimento               | Inseguimento del figlio appena rapito              |
| Rompere i ponti col passato  | Incendio al Republic Restaurant                    |
| Appassionati d'arte          | Furto di una statua al Reptilian Gallery           |
| Complicità e favoreggiamento | Evasione di Jake da parte di Mark ed Eyebrows      |
| Taxi per mr. Chai?           | Trasporto del cadavere di mr. Chai a Chinatown     |
| Dalla padella...             | Fuga dalla Triade, sparatoria tra Yardies e Triade |
| Affari da sbirro             | Uccisione di McCormack, accordo con Yasmin         |
| Un tocco di classe           | Morte accidentale di Layla                         |
| La cowgirl e i soldi         | Rubate 300.000 sterline degli Yardies              |
| Un gatto nel sacco           | Cattura di Mark                                    |
| Il figliol prodigo           | Incontro con Frank Carter                          |
| A bordo della Sol Vita       | Ritrovamento di Alex, Mark è perdonato da tutti    |

### Parte 2: detective Carter
| Titolo del capitolo       | Evento                                                                  |
| Al discount               | Arresto di Jake, trasporto di Joe all'ospedale                          |
| Mostra dei rimorsi        | Sparatoria contro gli scagnozzi di Jamahl                               |
| Confusione a Soho         | Cessazione della sommossa fuori dal ristorante in fiamme                |
| La città in rosso         | Subbuglio a Chinatown                                                   |
| La scorta                 | Evasione di Jake, è tutta una messinscena                               |
| Il vigilante              | Sospensione di Carter, salvataggio degli ostaggi alla fabbrica di crack |
| Alle costole di McCormack | Spionaggio su McCormack, pericolo per Joe                               |
| Un favore al mondo        | Cessazione della sommossa all'ospedale, alla ricerca dei file di Jolson |
| I file di Jolson          | Spionaggio nel deposito a Soho                                          |
| Incontro con Mark Hammond | Liberazione di Mark, spionaggio nel deposito di King's Cross            |
| Scontro finale con Jake   | Morte di Jake alla Sol Vita                                             |
| Land of Hope and Glory    | Fuga dalla nave                                                         |

## Personaggi
- Mark Hammond (Marco Balzarotti) è il fuggitivo: un tempo membro del clan Collins di Soho; è in fuga perché sospettato dall'omicidio di sua moglie Suzie (Dania Cericola).
- Alex Hammond è il figlio rapito di Mark: egli è tenuto in ostaggio affinché Mark obbedisca agli ordini di Charlie Jolson.
- Frank Carter (Claudio Moneta) è il vigilante: è un membro della Flying Squad con l'ambizione di mettere le mani su Charlie Jolson; alcuni dei suoi superiori non condividono la sua ossessione.
- Liam (Francesco Orlando) è un amico fidato di Mark: decide di aiutarlo in incognito a ritrovare il figlio.
- Charlie Jolson (Stefano Albertini) è l'anziano padrino: vecchio gangster dell'East End a capo della famigerata Bethnal Green Mob, tifoso del West Ham (lo si nota nella scena finale quando dice Bobby Moore e gli Hammers).
- Eyebrows (Lorenzo Scattorin) è un complice di Charlie: è un uomo di carattere tranquillo.
- Harry (Gianni Gaude) è un complice di Charlie: non accade di rado che perda immediatamente la pazienza agendo con arroganza.
- Yasmin (Cinzia Massironi) è un'assassina su contratto: bruna e bellissima, un tempo entraineuse, Yasmin si diverte a far fuori le persone. Non ha mai conosciuto un uomo che fosse interessato a lei, per questo usa il suo fascino nel lavoro.
- Clive McCormack (Aldo Stella) è il capo della squadra mobile Flying Squad: uomo arrogante corrotto da Charlie Jolson, verrà ucciso da Mark Hammond durante un'irruzione alla stazione di polizia.
- Joe Fielding è il collega e amico fidato di Carter: scoprirà dei segreti sulla corruzione di Charlie Jolson.
- Nick Collins (Giovanni Battezzato) è il capo del clan Collins: controlla i bar di Soho ed il suo è l'unico gruppo che si avvicina alla Bethnal Green Mob di Charlie Jolson.
- Shan Chu (Bobby) Lee è un immigrato di Hong Kong che comanda la sezione londinese delle Triade dei 14k.
- Jamahl è il capo degli Yardies: è un giamaicano di seconda generazione che controlla il clan Yardie, responsabile dei principali traffici di crack a Londra.
- Layla è una delle ragazze di Charlie.

## Accoglienza
Nonostante i discordanti giudizi della critica specializzata, The Getaway ha ottenuto un buon successo di vendite ed è entrato subito nelle classifiche, soprattutto nel Regno Unito, spodestando Grand Theft Auto: Vice City.

## Controversie
La compagnia telefonica inglese British Telecom chiese alla Sony di poter eliminare i loghi BT stampati su alcuni camion che apparivano nel videogioco, poiché volevano evitare che il proprio marchio venisse accostato ai fatti di criminalità del gioco.
In un livello di gioco giocabile con Carter, viene fatto cenno a una fabbrica di crack, mentre questa contiene invece piante di cannabis, dalla quale non si produrrebbe crack: questo lascia pensare a un errore di battuta.